# دهستان خرمارود جنوبی
خرمارود جنوبی، دهستانی است از توابع بخش چشمه‌ساران شهرستان آزادشهر در استان گلستان ایران.

## جمعیت
براساس سرشماری سال ۱۳۸۵جمعیت آن  ۳۰۰۳نفر (۷۵۷خانوار) بوده است. 